# 簡約公屋

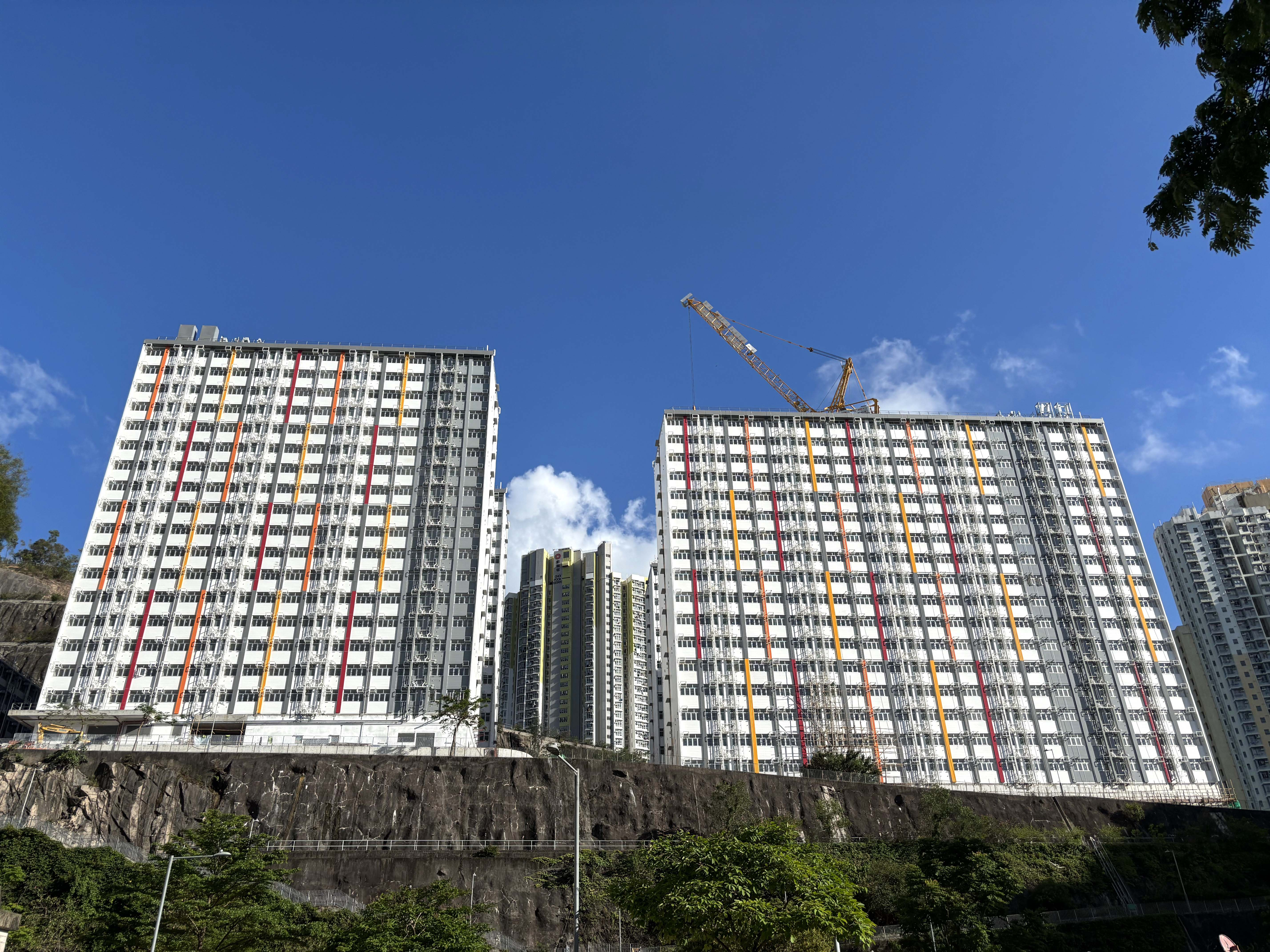
彩興路簡約公屋，位於牛頭角的簡約公屋

簡約公屋（英語：Light Public Housing）是香港一種特殊公共房屋，由香港特別行政區第六屆政府於2022年施政報告中提出，以縮短公屋輪候時間，概念與2001年前的臨時房屋區相若。

## 簡介

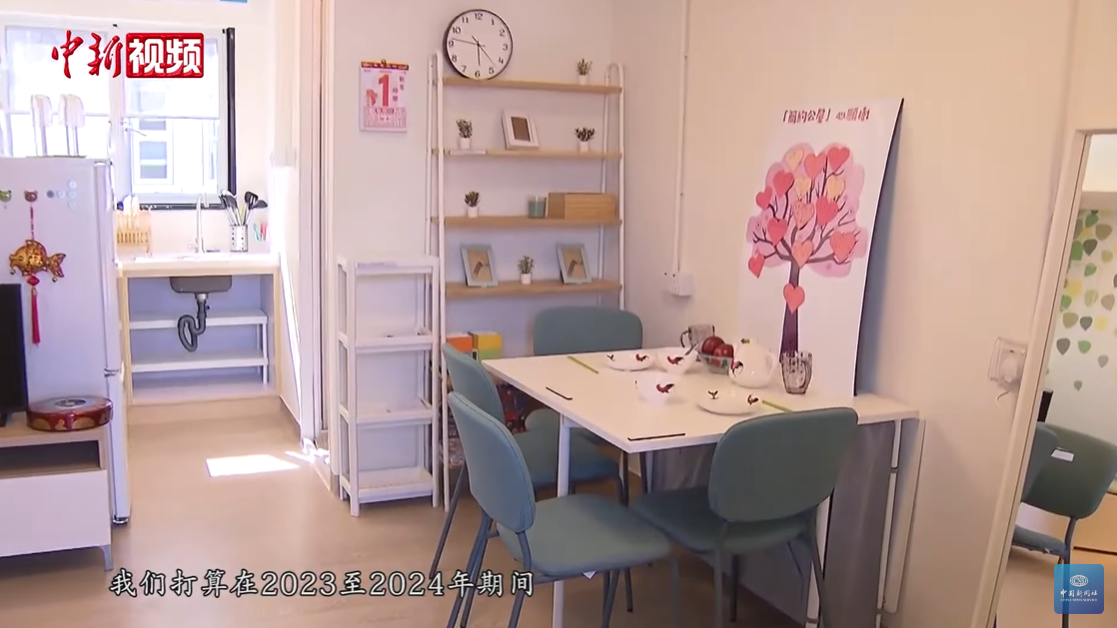
面積300多平方呎的示範單位分開客廳及休息位置，並設獨立廚廁，其中廚房採用開放式設計。不過示範單位中展示的廚房抽氣扇、家俬和冷氣機等，交樓時並不包括在內。

2022年，行政長官李家超公佈任內首份施政報告，推出全新「簡約公屋」，以標準簡約設計和「組裝合成」快速建成，打算未來五年興建30000個單位，結合簡約公屋和傳統公共租住房屋，期望大幅增加未來五年公營房屋總建屋量約五成，至158000個單位，將「公屋綜合輪候時間」在四年內（即2026-27年度）降至約四年半，增加約四分之一公營房屋供應。輪候傳統公屋三年或以上人士可申請入住簡約公屋提早上樓，以家庭為優先；入住簡約公屋人士雖被視為輪候成功，但仍然保留輪候傳統公屋的申請，之後遷入傳統公屋。
「簡約公屋」由建築署負責興建，將提供不同大小單位，室內樓面面積介乎約13至31平方米，包括一至二人入住的細單位、三至四人及四至五人居住的大單位。單位內設有獨立開放式廚房及廁所，而配備方面，廁所設電熱水爐和抽氣扇，但不包括廚房的抽氣扇及冷氣機等。月租初步預計2650元，為同區新建傳統公屋九折。
2023年12月11日，房屋局向立法會提交文件，放棄上水蓮塘尾項目，調整部分既有選址的單位數量，並新增馬鞍山新市鎮恆光街、聖若瑟英文中學舊址，以及四間小學校舍：迦密梁省德學校、基督教聖約教會堅樂第二小學、浸信會天虹小學以及東華三院馬錦燦紀念小學於彩園邨的舊址作為選址。
2024年6月13日，政府宣佈位於元朗攸壆路和牛頭角彩興路兩個項目於6月24日接受申請。有關項目前後歷時約兩年半，合共提供約4440個單位，並預計2025年第一季起陸續入伙。
2025年2月17日，政府宣佈位於啟德、屯門、觀塘及上水的第二期簡約公屋項目於2月24日起接受申請。

## 簡約公屋項目列表
現已落成的簡約公屋項目均以所在道路名字命名。
| 名稱             | 位置                                         | 類型             | 座數     | 入伙日期         | 營運機構 |
| ---------------- | -------------------------------------------- | ---------------- | -------- | ---------------- | -------- |
| 攸壆路簡約公屋   | 元朗區攸壆路錦綉花園側                       | 低層組裝合成樓宇 | 10       | 2025年3月28日    | 東華三院 |
| 彩興路簡約公屋   | 觀塘區彩興路                                 | 高層組裝合成樓宇 | 2        | 2025年7月1日     | 仁濟醫院 |
| 世運道簡約公屋   | 九龍城區啟德發展區世運道                     | 高層組裝合成樓宇 | 7        | 興建中           | （待定） |
| 青福里簡約公屋   | 屯門區屯門新市鎮第3A區                       | 高層組裝合成樓宇 | （待補） | 預計2025年第四季 | 仁愛堂   |
| 彩石里簡約公屋   | 觀塘區前聖若瑟英文中學校舍                   | 空置校舍改裝     | 1        |                  |          |
| 順安道簡約公屋   | 觀塘區順安邨前基督教聖約教會堅樂第二小學校舍 | 空置校舍改裝     | 1        |                  |          |
| 順利邨道簡約公屋 | 觀塘區順安邨迦密梁省德學校校舍               | 空置校舍改裝     | 1        |                  |          |
| 竹園道簡約公屋   | 黃大仙區竹園南邨浸信會天虹小學校舍           | 空置校舍改裝     | 1        |                  |          |
| 彩園路簡約公屋   | 北區彩園邨小學校舍                           | 空置校舍改裝     | 1        |                  |          |
| 樂安排簡約公屋   | 屯門區前樂安排海水化淡廠                     | 高層組裝合成樓宇 | （待補） |                  |          |
| 恆光街簡約公屋   | 沙田區馬鞍山新市鎮恆光街                     | 高層組裝合成樓宇 | （待補） |                  |          |

## 爭議

### 造價被質疑過高
坊間有意見質疑簡約公屋造價過高。簡約公屋設計、建築工程加政府行政人手開支造價達320.9億元，只計設計及建築成本則達267.9億。經傳媒計算，每個單位達89萬建築成本，為簡約公屋總建築及設計成本267億元，除興建3萬伙目標計算，不但比每個公屋單位的65萬元成本貴，亦比每個居屋單位成本約76萬高。房屋局長何永賢表示，不應以整體造價計算每個簡約公屋單位成本，扣除「建築物外部成本」，建築物本身總造價約為200億元，以此計算合共約3萬個單位，每個單位造價約68萬元，與現時每間公屋相若。行政長官李家超回應有關質疑，指生活在困難環境是「有血有肉的每日經歷」，數字不能用「冷冰冰」數字計算。何永賢表示，經檢討後，簡約公屋每個低層單位造價為53萬元，高層單位為65萬元，低於房委會2020/21年度平均每伙造價76萬元，簡約公屋新的造價相對早前公布的267億元減省約9.5億元，工程團隊主要透過調整樁柱設計以至單位樓底高度等，減省開支。

### 啟德建屋選址引起居民不滿

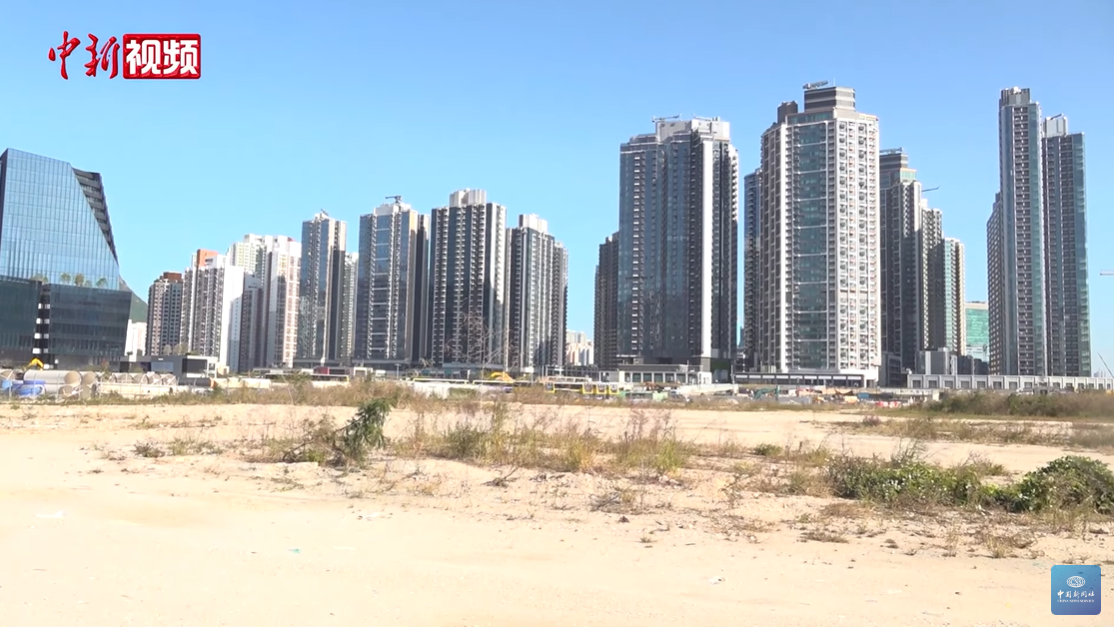
簡約公屋位於啟德世運道之選址引起附近居民不滿

房屋局公佈「簡約公屋」項目選址，包括已公布的屯門第3A區、屯門第54區、元朗攸壆路及上水蓮塘尾四幅用地，以及之後公佈的啟德世運道、牛頭角彩興路、柴灣常安街／常平街和靠近小欖樂安排海水化淡廠舊址，一共8幅用地，並表示該啟德世運道之選址預計可提供超過一萬個簡約公屋單位。其中啟德世運道較具爭議性。九龍城區議員張景勛對政府啟德選址表示極度失望，認為不但違反了啟德新發展區的規劃原意，更直斥政府漠視當區居民意見。1月31日，九龍中立法會議員楊永杰因反對在啟德世運道興建簡約公屋，向警方申請不反對通知書，計劃在世運道附近舉行集會。及後，他對傳媒表示，何永賢主動邀請他商討簡約公屋的選址，遂決定先撤回申請，在與當局會面後再作下一步行動，並認為房屋局已知悉市民的憂慮，並願意就選址再討論，以及接納建議視察其他選址，認為局方已釋出善意。2月2日晚，約30名來自啟德區內14個屋苑的居民舉行會議，表明反對該用地發展簡約公屋，質疑區內交通難以負荷，並質疑以低價規劃高價用地，又從未諮詢區內居民；會上居民代表稱截止當天晚上，已蒐集約5000名啟德居民的簽名反對啟德選址，稱不排除考慮司法覆核，以及研究集會遊行的可能。房屋局長何永賢強調會繼續在啟德興建簡約公屋，認為選址「得來不易」，簡約公屋屬短期使用，兩年建築期加5年使用期，稱5年後「若長遠用途出現，會將用地歸還」。
相隔不足數天，立法會工務小組以34票贊成、0票反對及1票棄權，通過首批簡約公屋項目逾149億元撥款，涉及4幅地皮，包括較受爭議的啟德項目。棄權票來自曾稱反對於啟德興建簡約公屋的議員楊永杰。啟德居民代對政府處理簡約公屋項目的手法感到「極度失望」，指出計劃在8日前才對外公佈，並指收集逾1.6萬人簽名反對興建。同時認為這樣的決定反映政府規劃言而無信，嚴重影響投資者對特區政府的信心。

### 其他爭議
3月，房屋局長何永賢稱簡約公屋重用時，約有六成的建造價值仍然存在，最多重用兩至三次，又估計約95%組件可以重用，但認為不適宜將拆遷費用列入首次招標文件內，因相關費用屬不可預知，有機會令標價提高。4月，房屋局回覆財委會提問時表示，現時談論重用相關建築組件的可行性和細節屬「言之過早」。議員田北辰質疑局方前後說法不一，申請撥款時講到組件重用數字，但過後不肯在正式文件承諾；又質疑「為何時隔一月同一問題的答案就變了言之過早？」，認為不理解為何該局難以提供明確說法。局長何永賢稱經估算可能有95%可以重用，六成估算是對的，實質有多少可以重用，要參考標書後才可以交代實際數字。

## 註解
1. ↑  亦即葛量洪校友會觀塘學校的舊址。
2. ↑  亦即上水惠州公立學校於2008年前位於彩園邨的舊址。